# Amtsgericht Gelnhausen

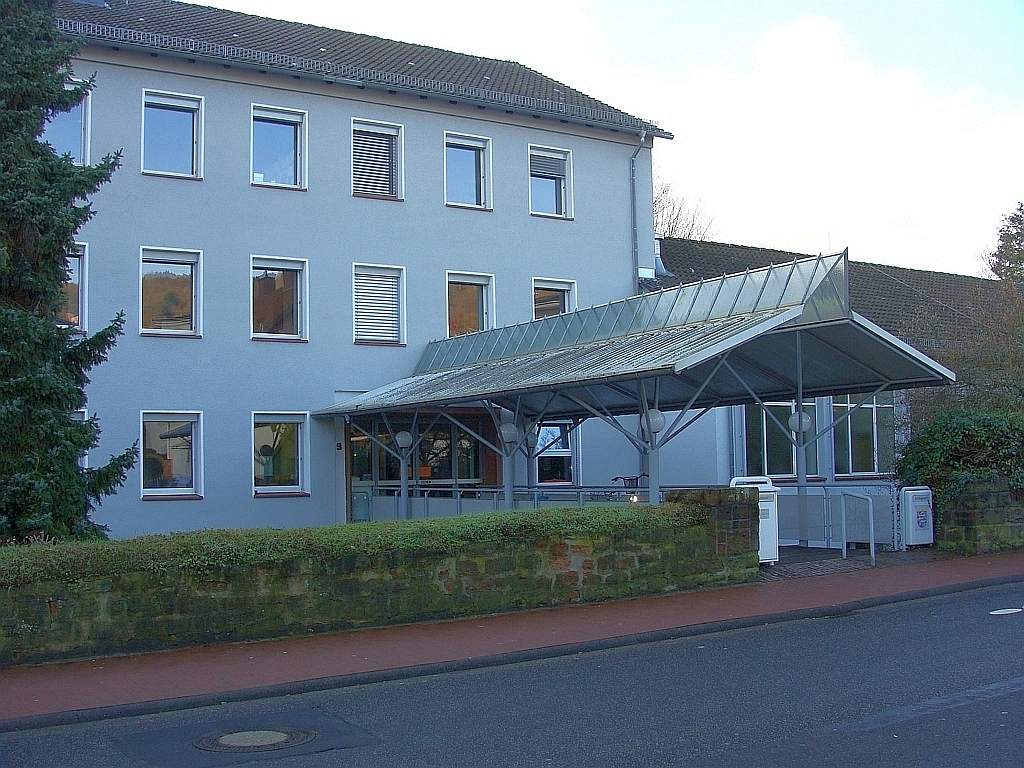
Eingang zum Amtsgerichtsgebäude (2016)

Das Amtsgericht Gelnhausen (AG Gelnhausen) ist ein Gericht der ordentlichen Gerichtsbarkeit in Gelnhausen im Main-Kinzig-Kreis.

## Gerichtssitz und -bezirk

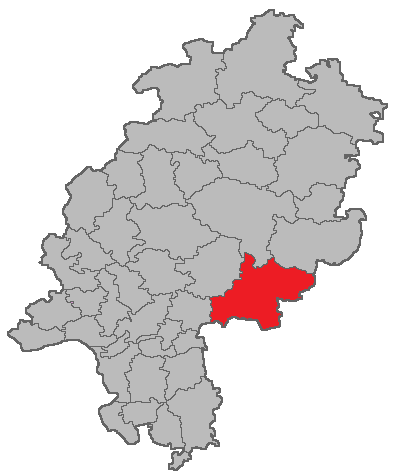
Lage des Amtsgerichtsbezirks Gelnhausen in Hessen

Der Sitz des Gerichtes ist in Gelnhausen in der Philipp-Reis-Straße 9. Der Gerichtsbezirk des Amtsgerichts Gelnhausen umfasst die Städte und Gemeinden Bad Orb, Biebergemünd, Birstein, Brachttal, Flörsbachtal, Freigericht, Gelnhausen, Gründau, Gutsbezirk Spessart, Hasselroth, Jossgrund, Linsengericht und Wächtersbach (jeweils inklusive aller Stadt- und Ortsteile) sowie seit der Schließung des Amtsgerichts Schlüchtern zum 31. Dezember 2011 auch die Städte und Gemeinden Schlüchtern, Sinntal, Bad Soden-Salmünster und Steinau an der Straße (jeweils inklusive aller Stadt- und Ortsteile). Alle liegen im Main-Kinzig-Kreis.

## Übergeordnete Gerichte
Nächstinstanzliches ist das Landgericht Hanau. Im weiteren Instanzenzug folgt das Oberlandesgericht Frankfurt am Main sowie der Bundesgerichtshof.

## Geschichte
In Kurhessen erfolgte 1821 die Trennung der Rechtsprechung von der Verwaltung, und für die Rechtsprechung wurden Justizämter, darunter das Justizamt Gelnhausen, eingerichtet. Es war dem Obergericht für die Provinz Hanau zugeordnet. Mit der Annexion Kurhessens durch Preußen 1866, wurden in der neuen Provinz Hessen-Nassau Amtsgerichte eingerichtet. Das Justizamt Gelnhausen wurde entsprechen in das Amtsgericht Gelnhausen umgewandelt. Dieses war dem Kreisgericht Hanau zugeordnet. Mit der Einführung der Reichsjustizgesetze entstanden 1879 reichsweit einheitlich Amtsgerichte. Das Amtsgericht Gelnhausen behielt damit seinen Namen und erhielt die neuen Funktionen. Es war nun eines der 22 Amtsgerichte im Bezirk des Landgerichtes Hanau. Am Gericht bestand eine Richterstelle. Es war damit ein kleines Amtsgericht im Landgerichtsbezirk. Sein Gerichtsbezirk umfasste den Kreis Gelnhausen ohne die Teile, die den Amtsgerichten Bieber, Birstein, Meerholz, Orb und Wächtersbach zugeordnet waren.
In Folge der Weltwirtschaftskrise wurden 60 Amtsgerichte auf Grund von Sparverordnungen aufgehoben. Mit der Verordnung über die Aufhebung von Amtsgerichten vom 30. Juli 1932 wurde das Amtsgericht Bieber und das Amtsgericht Meerholz zum 30. September 1932 aufgehoben und sein Sprengel dem Amtsgericht Gelnhausen zugeordnet.